# Entovalva lessonothuriae
Entovalva lessonothuriae is een tweekleppigensoort uit de familie van de Lasaeidae. De wetenschappelijke naam van de soort is voor het eerst geldig gepubliceerd in 1999 door Kato.